# ブルリ
ブルリ（Bururi）は、ブルンジ・ブルンガ県の都市。ブルリ郡（コミューン）の行政中心地。ブルンジ南西部、国道16号線沿いに位置する。人口は20,764人（2012年推計）。
街の西側にはブルリ森林自然保護区（Réserve Naturelle Forestière de Bururi）が隣接している。

## 歴史
1972年4月29日、ブルリで虐殺が発生した。地元のフツの警察官は、ツチのミシェル・ミコンベロ政権に対して反乱を起こした。ブルリを掌握した反乱軍は共和国の樹立を宣言したが、1週間後にブルンジ軍に制圧された。
1960年から2025年まで存在したブルリ県の県都であった。